# Cinema de Cap Verd
La història del cinema de Cap Verd es remunta a l'arribada de cineastes a Mindelo a principis del segle xx. La primera sala de cinema va ser establerta a Mindelo al voltant de 1922, anomenada Eden Park.
El país compta amb dos festivals de cinema, el Festival Internacional de Cinema de Cap Verd (CVIFF), que té lloc cada any a l'illa de Sal amb la seva primera edició el 2010. El Festival Internacional de Cinema de Praia Cinema do Plateau a l'illa de Santiago amb el seu la primera edició va tenir lloc l'any 2014. El guardonat cineasta, director de fotografia, editor de cinema i instructor d'arts dels mitjans digitals, Guenny K. Pires, va fundar el PIFF. És el primer capverdià natiu que va escriure, dirigir i produir pel·lícules documentals i narratives sobre Cap Verd. Pires, un cineasta visionari, té la missió de portar la història i la cultura del seu país natal a l'atenció del món. El 2005 es va traslladar a Los Angeles, on va fundar Txan Film Productions & Visual Arts, una productora de quatre membres que produeix documentals, docudrames, pel·lícules de ficció i material educatiu.

## Pel·lícules
- Os Flagelados do Vento Leste (1987)
- Casa de Lava (1995) - drama de Pedro Costa
- O Ilhéu de Contenda (1995) - drama
- O Testamento do Senhor Napumoceno da Silva Araújo (1997)
- Fintar o Destino (1998) - sports film
- Nha fala (2002)
- The Journey of Cape Verde (2004)
- Some Kind of Funny Porto Rican?': A Cape Verdean American Story (2006)
- Santo Antão - Paisagem & Melodia
- Batuque, the Soul of a People (2006)
- Santo Antão - Paisagem & Melodia (2006) Santu Anton: Paisajen & Meludia]
- Cabo Verde na cretcheu [ALUPEK: Kabuberdi na kretxeu] -
- A Ilha dos Escravos (2008)
- A menina dos olho grandes (2010)
- Picture the Leviathan (2012)
- Momento: Pupkulies & Rebecca Play Cabo Verde (2013) - rodada a Maio
- Another Land: Homage to John Ford (2013)
- Coração Atlântico (2016) -

### Documentals
- Fogo, îl de feu (1979)
- Un carnaval dans le Sahel (1979)
- Morna Blues (1996) - dirigida per Anaïs Porsaïc i Éric Mulet
- Amílcar Cabral (2001) -
- The Music Cape (2004) - sobre el Festival de Baía das Gatas
- Arquitecto e a Cidade Velha (2007) - dirigida per Catarina Alves Costa
- Mindelo: Traz d'horizonte (2008)
- Cabo Verde Inside (2009) -
- Kontinuasom (2009) -
- Carta d'Holanda (2010)
- Bitú (2010) -
- Carnaval do Mindelo 2010
- Cabralista (2011)
- Kolá San Jon (2011) sobre el festival de Sant Joan (São João)
- Proud to Be Cape Verdean: A Look at Cape Verdeans in the Golden State (2012)
- Shouting: Tierra (2013) - ic
- Tão longe é aqui (2013) [crioll: Tan longi é aki]
- Tututa (2013)